# Apeadeiro de Benfarras
O Apeadeiro de Benfarras foi uma interface da Linha do Algarve, que servia a localidade de Benfarras, no concelho de Loulé, em Portugal.

## História
Este apeadeiro fazia parte do lanço da Linha do Algarve entre Tunes e Faro, que foi inaugurado em 1 de Julho de 1889, pela divisão estatal dos caminhos de ferro do Sul de Portugal.